# Jacobo Ramón Naveros
Jacobo Ramón Naveros (nascut el 6 de gener de 2005) és un futbolista professional madrileny que juga com a defensa al Como 1907.

## Carrera de club

### Reial Madrid
Com a jugador juvenil, Ramón es va unir al planter del Reial Madrid, ajudant el club a guanyar la lliga. L'1 de juliol de 2024, Ramón va ser ascendit oficialment al Reial Madrid Castella des del planter, incorporant-se així al filial del Reial Madrid.
La temporada 2024-25, tot i que no tenia fitxa amb el primer equip, va començar a ser important per al primer equip del Reial Madrid, atès que l'equip patia moltes lesions a la defensa i Ramón va substituir quan calia els jugadors lesionats.
El 22 de gener de 2025 va debutar com a professional amb el primer equip del Reial Madrid com a suplent en una victòria per 5-1 a la Lliga de Campions de la UEFA contra el Red Bull Salzburg.  El 5 de febrer de 2025 va ser titular davant de CD Leganés en l'eliminatòria de quarts de final de la Copa del Rei disputada al'Estadi Municipal de Butarque a causa de les lesions de tots els defenses centrals de la primera plantilla, compartint en aquest partit l'eix de la defensa amb Raúl Asencio, també del planter. Al minut 39 del partit va provocar un penal per mans que significaria el primer gol del Leganés situant l'1-2 al marcador. Aquest penal acabaria sent insignificant ja que finalment el conjunt blanc obtindria la victòria per 2-3 gràcies al gol en el minut 93 de Gonzalo García Torres, també del planter i jugador del Reial Madrid Castella, que suposaria la classificació per a les semifinals de la Copa del Rei 2024-25.
Més tard aquell mateix any, el 4 de maig, va debutar a la Lliga en una victòria per 3-2 contra el Celta de Vigo. Deu dies després, el 14 de maig, va marcar el seu primer gol amb el Reial Madrid contra el Mallorca en un partit de lliga per segellar una victòria per 2-1 al minut 95 del temps afegit; el gol mantenia les opcions del seu equip al títol de lliga, en un campionat que el Barça liderava per 7 punts d'avantatge a manca de tres partits.

### Como
El 31 de juliol de 2025, el Como 1907 va anunciar el fitxatge de Ramón procedent del Reial Madrid per 2,5 milions d'euros, amb una clàusula de revenda del 50% i tres clàusules de recompra desconegudes.

## Carrera internacional
Ramón és internacional juvenil amb la selecció espanyola sub-19, havent jugat amb la selecció espanyola sub-19 al Campionat d'Europa sub-19 de la UEFA de 2024.

## Estil de joc
Juga principalment com a defensa i és conegut per la seva velocitat.

## Palmarès
Reial Madrid
- Supercopa de la UEFA: 2024

Espanya sub-19
- Campionat d'Europa sub-19 de la UEFA: 2024[10]